# Schachbundesliga 2002 (Schweiz)
In der Saison 2002 der Schweizer Bundesliga im Schach hatten vor der Schlussrunde mit dem Aufsteiger Schachclub Niederrohrdorf, Basel BVB und dem ASK Winterthur noch drei Mannschaften Chancen auf den Titel. Niederrohrdorf und Basel lagen sowohl nach Mannschaftspunkten als auch nach Brettpunkten gleichauf, Winterthur folgte mit einem Mannschaftspunkt Rückstand, hatte aber die beste Ausbeute an Brettpunkten.
Da alle drei Mannschaften in der letzten Runde gewannen, mussten die Brettpunkte zwischen Niederrohrdorf und Basel entscheiden, und hier hatte Niederrohrdorf einen halben Punkt Vorsprung.
Der Titelverteidiger SV Wollishofen musste sich mit dem sechsten Platz begnügen. Da nach der letzten Saison der Schachverein Birsfelden/Beider Basel seine Mannschaft zurückgezogen hatte, war mit Schwarz-Weiss Bern ein zweiter Verein aus der 2. Bundesliga aufgestiegen, der allerdings direkt wieder absteigen musste.
Zu den gemeldeten Mannschaftskadern der teilnehmenden Vereine siehe Mannschaftskader der schweizerischen 1. Bundesliga im Schach 2002.

## Abschlusstabelle
| Pl. | Verein                             | Sp | G | U | V | MP   | Brett-P.  |
| --- | ---------------------------------- | -- | - | - | - | ---- | --------- |
| 01. | Schachclub Niederrohrdorf (N)      | 7  | 5 | 1 | 1 | 11:3 | 32,5:23,5 |
| 02. | Basel BVB                          | 7  | 5 | 1 | 1 | 11:3 | 32,0:24,0 |
| 03. | ASK Winterthur                     | 7  | 5 | 0 | 2 | 10:4 | 34,5:21,5 |
| 04. | Club d'échecs de la Chaux-de-Fonds | 7  | 3 | 1 | 3 | 7:7  | 25,0:31,0 |
| 05. | SK Bern                            | 7  | 3 | 0 | 4 | 6:8  | 27,5:28,5 |
| 06. | SV Wollishofen (M)                 | 7  | 2 | 1 | 4 | 5:9  | 24,5:31,5 |
| 07. | Luzern Musegg                      | 7  | 2 | 0 | 5 | 4:10 | 24,5:31,5 |
| 08. | Schwarz-Weiss Bern (N)             | 7  | 1 | 0 | 6 | 2:12 | 23,5:32,5 |

## Entscheidungen
|     | Schweizer Bundesmeister: Schachclub Niederrohrdorf |
|     | Absteiger in die 2. Bundesliga: Schwarz-Weiss Bern |
| (M) | Meister der letzten Saison                         |
| (N) | Aufsteiger der letzten Saison                      |

## Kreuztabelle
| Ergebnisse | Ergebnisse                         | 01. | 02. | 03. | 04. | 05. | 06. | 07. | 08. |
| ---------- | ---------------------------------- | --- | --- | --- | --- | --- | --- | --- | --- |
| 01.        | Schachclub Niederrohrdorf          |     | 3½  | 4½  | 4½  | 5½  | 4   | 6   | 4½  |
| 02.        | Basel BVB                          | 4½  |     | 4½  | 4   | 5½  | 6   | 3   | 4½  |
| 03.        | ASK Winterthur                     | 3½  | 3½  |     | 6½  | 4½  | 6½  | 5   | 5   |
| 04.        | Club d'échecs de la Chaux-de-Fonds | 3½  | 4   | 1½  |     | 4½  | 2½  | 4½  | 4½  |
| 05.        | SK Bern                            | 2½  | 2½  | 3½  | 3½  |     | 4½  | 6½  | 4½  |
| 06.        | SV Wollishofen                     | 4   | 2   | 1½  | 5½  | 3½  |     | 4½  | 3½  |
| 07.        | Luzern Musegg                      | 2   | 5   | 3   | 3½  | 1½  | 3½  |     | 6   |
| 08.        | Schwarz-Weiss Bern                 | 3½  | 3½  | 3   | 3½  | 3½  | 4½  | 2   |     |

## Aufstiegsspiel zur 1. Bundesliga
Für das Aufstiegsspiel qualifiziert hatten sich mit dem SC Lyss-Seeland und Nimzowitsch Zürich die Sieger der beiden Zweitligastaffeln. Der Wettkampf fand am 26. November in Olten statt. Die Zürcher setzten sich knapp mit 4½:3½ durch und stiegen damit in die 1. Bundesliga auf.
| SC Lyss-Seeland    | Nimzowitsch Zürich  | Ergebnis |
| ------------------ | ------------------- | -------- |
| Roland Ekström     | Norbert Friedrich   | ½:½      |
| Nedeljko Kelecevic | Beat Züger          | ½:½      |
| Bruno Vögeli       | Alain Dell’Agosti   | 0:1      |
| Hansjürg Känel     | Marcel Hug          | 1:0      |
| Bernhard Meyer     | Felix Csajka        | ½:½      |
| Alfred Weindl      | Urs Martin Egli     | 0:1      |
| Markus Vonlanthen  | Perparim Bajraktari | 1:0      |
| Stephan Suter      | Christoph Drechsler | 0:1      |

## Die Meistermannschaft
| 1.            | Schachclub Niederrohrdorf |
| Schachfiguren | Ivan Nemet, Ognjen Cvitan, Christian Palmer, Peter Kühn, Michael Hofmann, Heinz Schaufelberger, Hans Karl, Leonhard Müller, Marcel Schneider, Florin Gheorghiu, Bernhard Weigand, Helmut Eidinger, Alexander Lipecki. |